# Зелёная цитадель Магдебурга

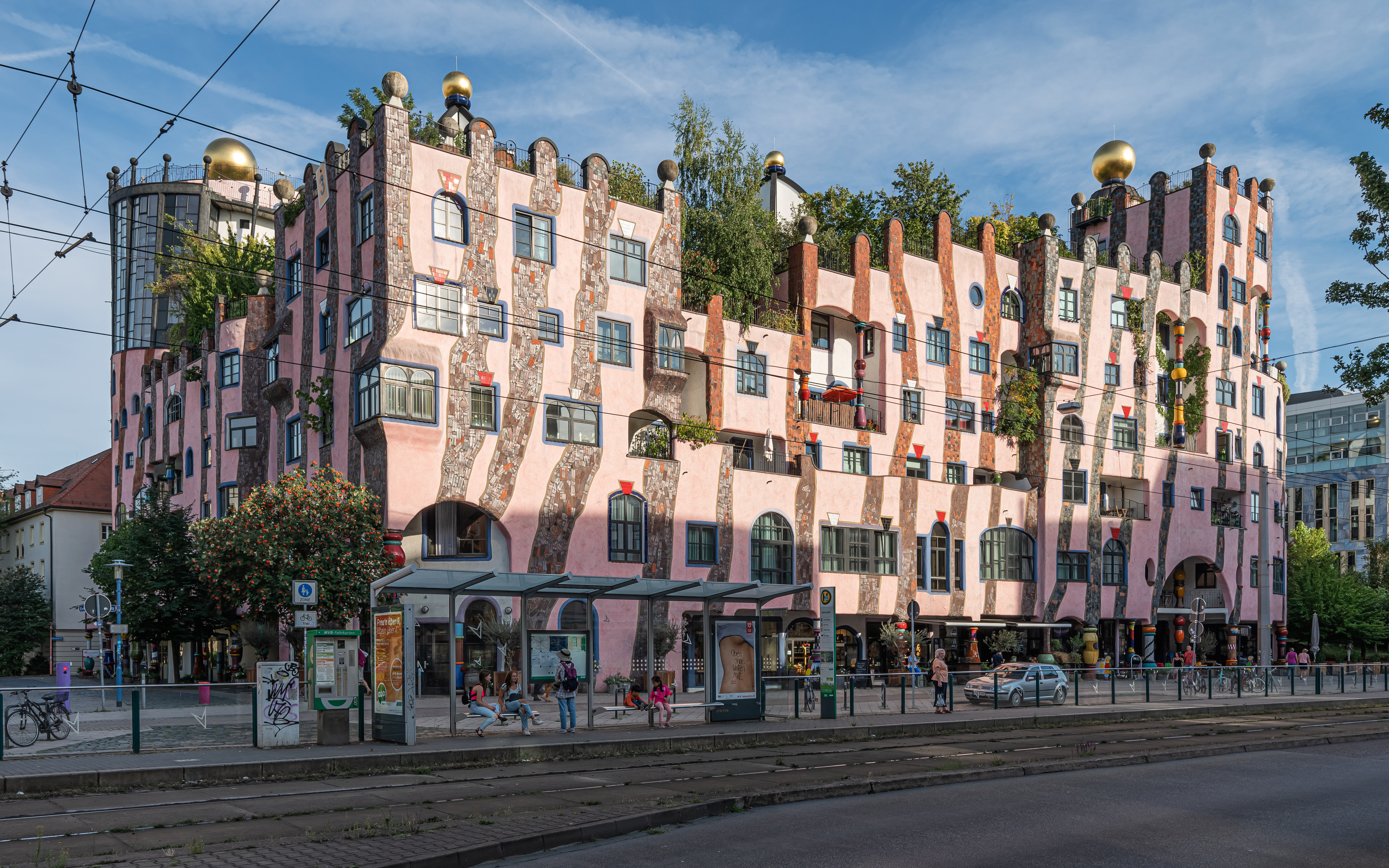
Зелёная цитадель днём

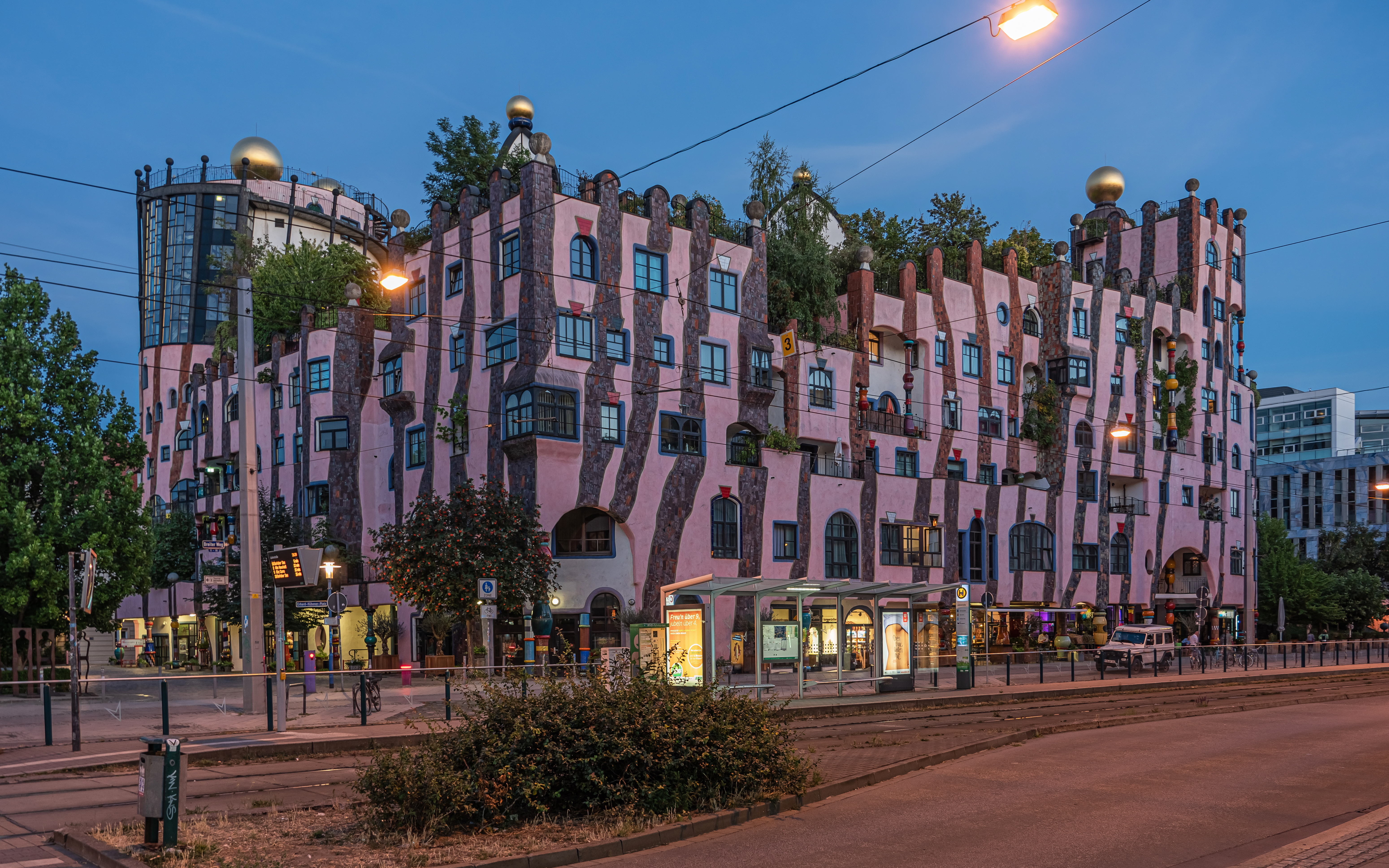
Зелёная цитадель в вечерних сумерках

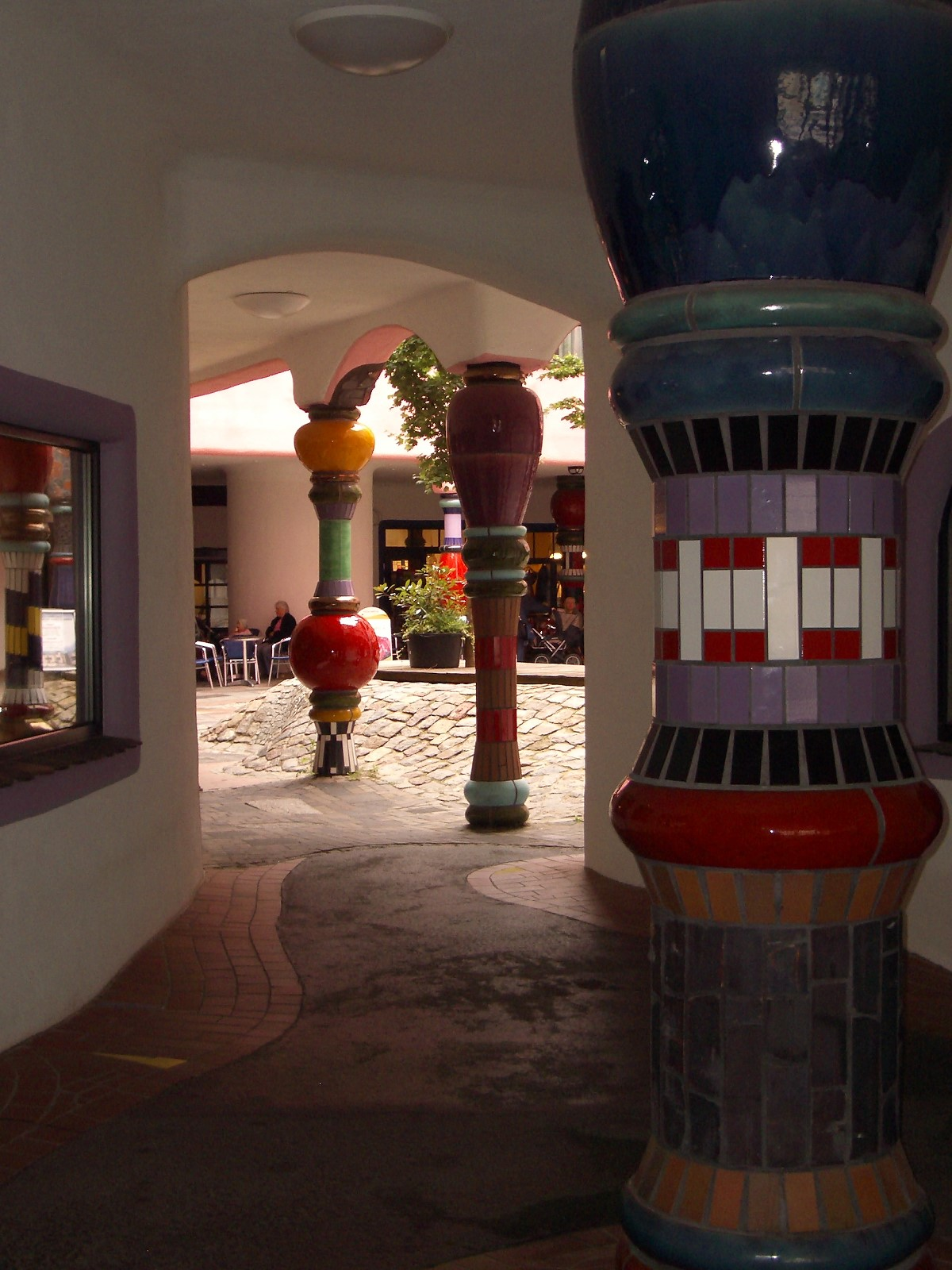
Вид двора

Зелёная цитадель (нем. Grüne Zitadelle von Magdeburg) — здание, спроектированное художником Фриденсрайхом Хундертвассером в Магдебурге. Оно было завершено в 2005 году и стало последним проектом, над которым художник работал до своей смерти в 2000 году. Здание расположено в центре города рядом с Соборной площадью и зданием парламента земли Саксония-Анхальт, так что строительство не обошлось без споров.

## История
На месте сегодняшнего дома Хундертвассера раньше находился панельный дом ГДР-овского жилищного строительства. Рольф Опиц, председатель жилищного кооператива Stadt Magdeburg von 1954 (Город Магдебург от 1954) пришёл в 1995 году к идее обратиться к Хундертвассеру. Его предложение заключалось в том, чтобы обычное панельное здание превратить в предмет архитектурного искусства господина Хундертвассера, как этот архитектор делал и раньше. Хундертвассеру понравилась идея. Но позже было принято решение построить совершенно новый дом на месте панельного здания. Это открыло совершенно новые возможности в оформлении здания.

## Использование
На первом этаже этого оригинального дома находится несколько магазинов, кафе, ресторан и магазин Хундертвассера, в котором можно купить некоторые книги о художнике.
В здании находятся и театр, гостиница, детский сад, приёмная врача и нотариус. Бо́льшая часть дома используется как жилое пространство.

## Особенности

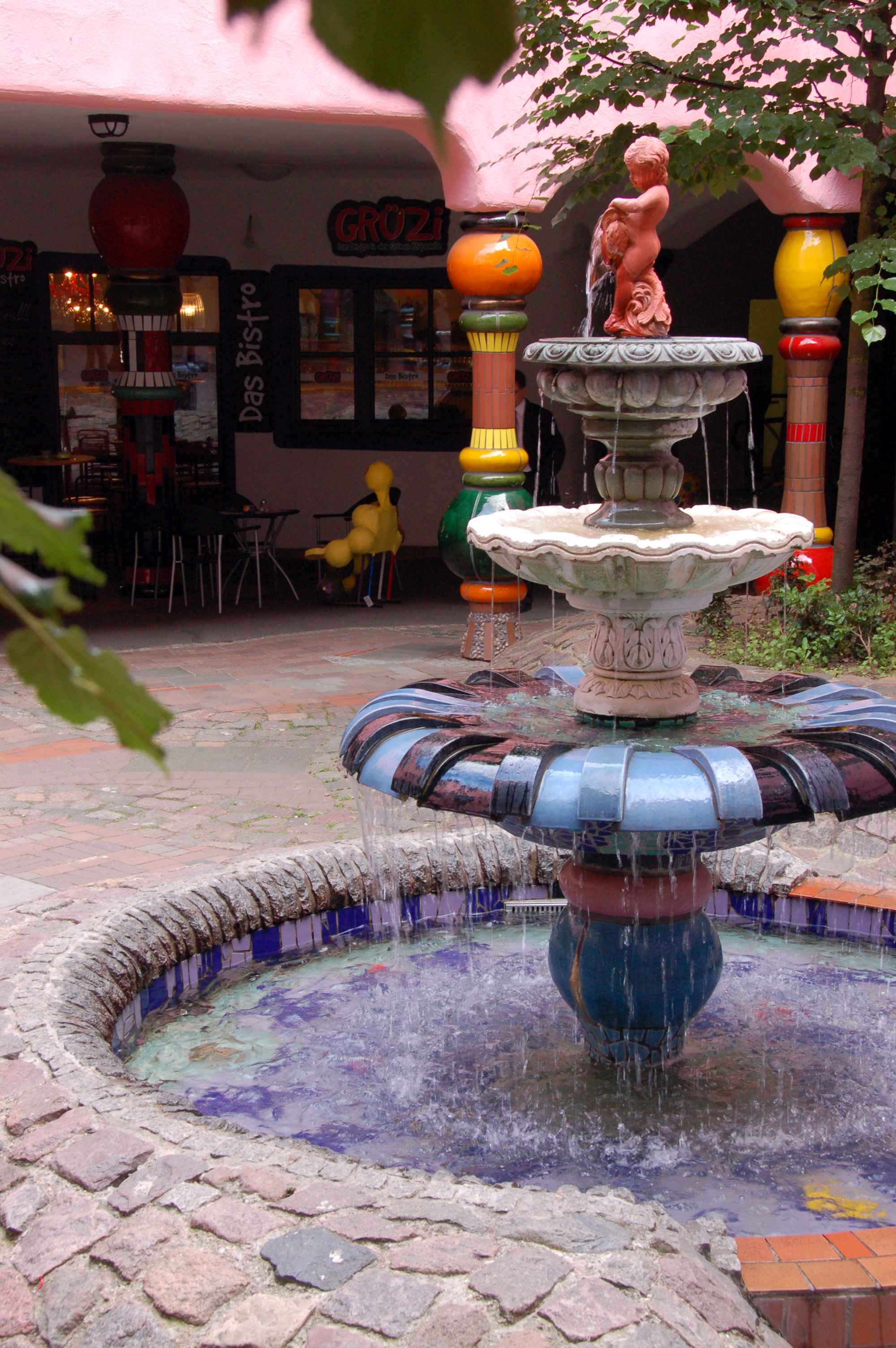
Фонтан в центральном дворе

- Зелёная цитадель состоит из двух внутренних двориков, в одном из которых есть фонтан.
- Глядя из любого окна, нельзя увидеть два окна одной и той же формы.
- Крыши в основном покрыты травой и деревьями- откуда и происходит название здания.
- В здании большое количество деревьев. Некоторые из них были посажены на крыше, другие уходят корнями на внешние стены квартиры. За этими деревьями ухаживают жильцы, так называемые «арендаторы дерева». Изначально жильцы были обязаны договором Аренды содержать также траву и зелёные насаждения в своих ванных комнатах, но потом от этой идеи по многим причинам и в том числе в связи с протестами жильцов отказались.
- После завершения строительства во внешнее состояние дома никто не должен вмешиваться. По росту деревьев, выцветанию фасадной краски и т. д. дом будет меняться, старея естественным образом.
- Жильцы имеют право на изменение уличного фасада, «куда руки и кисти достают». Но пока никто еще не имеет этого права, поскольку необходимые утверждения не предоставлялись.
- В гостинице 42 номера — каждый из них индивидуально оформлен и оборудован. Ванные комнаты также оформлены в стиле Хундертвассера.
- В перила маленького дворикa символически включили некоторые из инструментов, с которыми работали мастера.
- Поскольку все стены имеют искривления в доме нет обычных квадратных или прямоугольных комнат.
- Лестницы в парадных не имеют простых ровных ступеней. Несмотря на то что они отлиты из железобетона они тоже изогнуты и имеют выемки как будто изнашивались столетиями.